# 鉢崎村 (石川県)

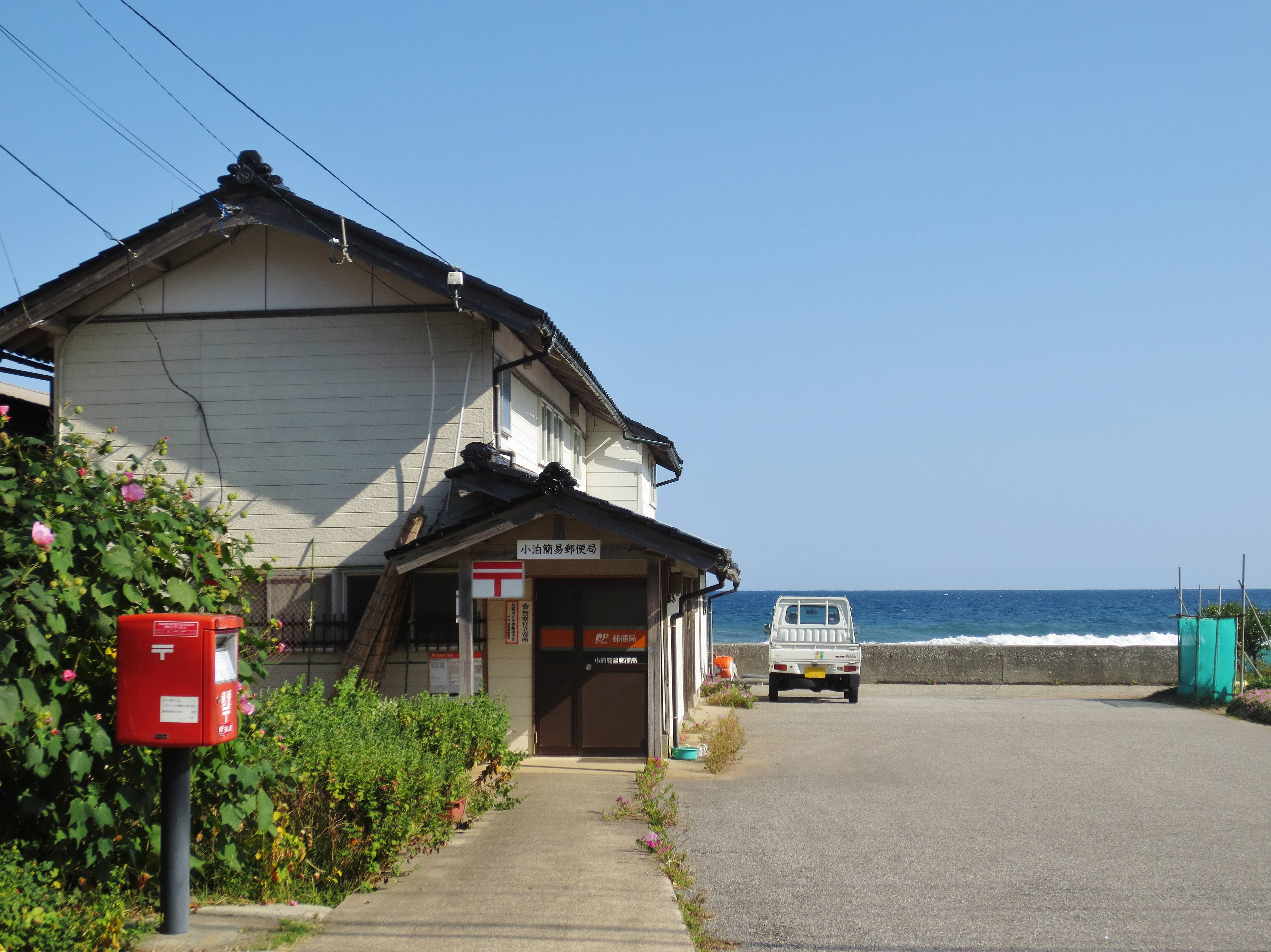
小泊簡易郵便局（2014年）

鉢崎村（はちさきむら）は、石川県珠洲郡にあった村。現在の珠洲市の東端にあたる。

## 地理
- 海洋 ： 飯田湾
- 河川 ： 紀の川

## 歴史
- 1889年（明治22年）4月1日 - 町村制の施行により、珠洲郡引砂村、宇治村、杉山村、高波村、雲津村、竹沢村、小泊村、伏見村、細屋村、本村及び小泊新村を廃し、その区域をもって珠洲郡鉢崎村を設置する。
- 1908年（明治41年）8月15日 - 珠洲郡三崎村及び鉢崎村を廃し、その区域をもって珠洲郡三崎村を設置する。